# De Pijp

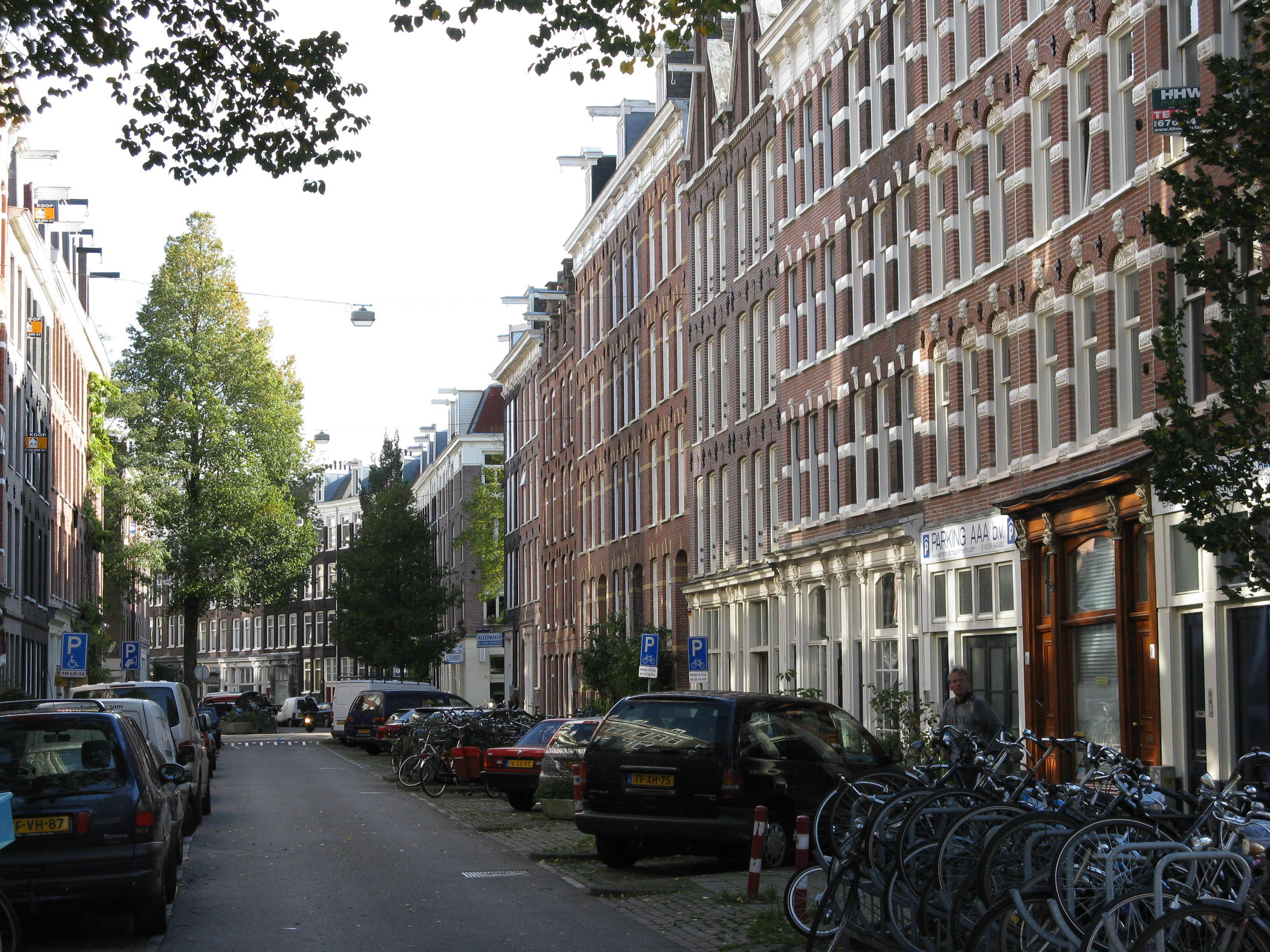
Una via del quartiere di De Pijp

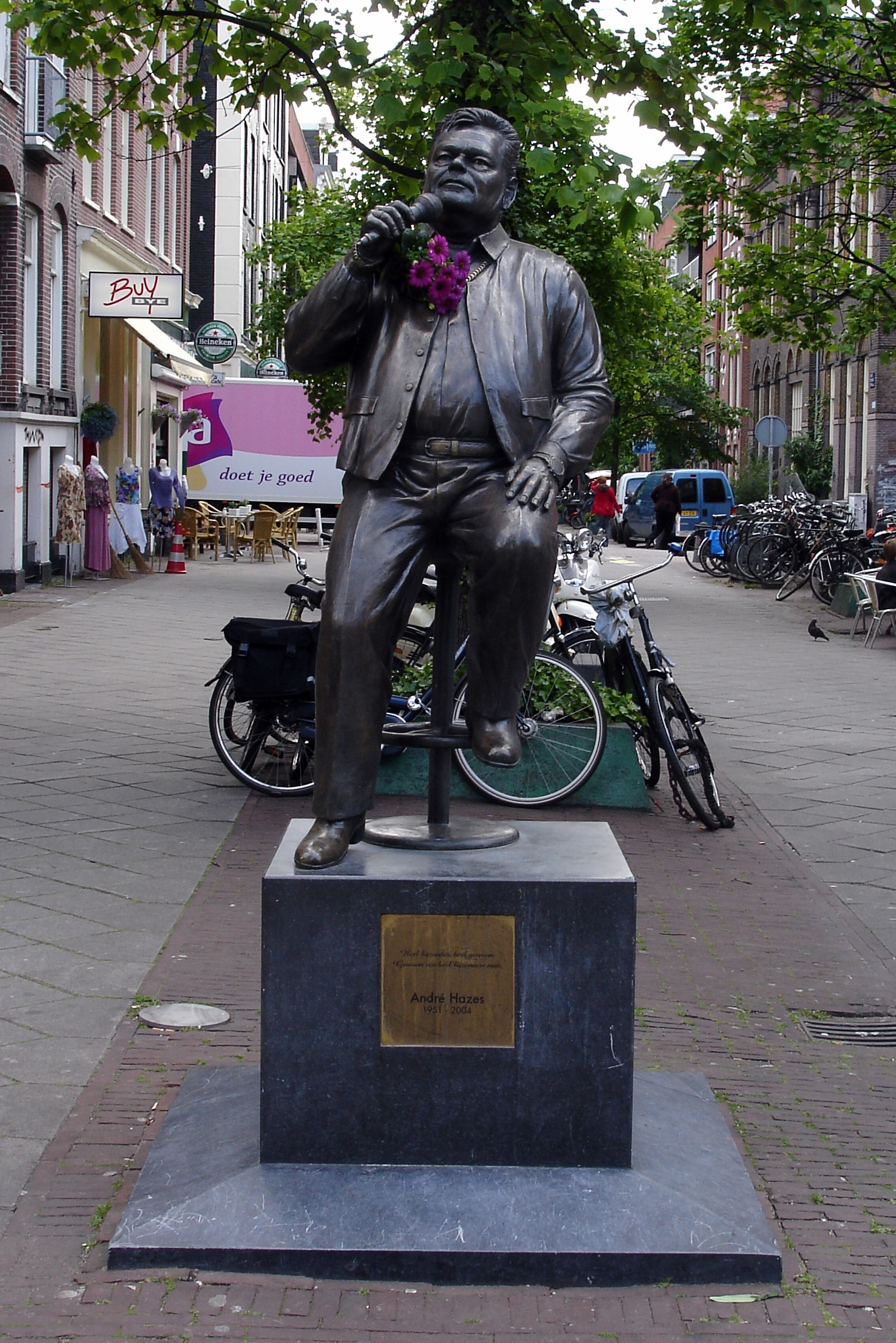
Statua, di autore ignoto, dedicata al cantante André Hazes (1951-2004) nella Albert Cuypstraat

De Pijp (pron. /de pəjp/; letteralmente "La pipa") è un quartiere (ed ex-stadsdeel) di Amsterdam, situato nella parte meridionale della città, nello stadsdeel di Amsterdam-Zuid.

Conta una popolazione di circa 33.000 abitanti (dato del 2009).

## Ubicazione
Il quartiere De Pijp si trova a sud rispetto al corso del fiume Amstel e, in particolare, a sud del Singelgracht, nelle vicinanze del quartiere di Jordaan e del Sarphatipark. Il quartiere è diviso in sue sezioni: la parte vecchia (Oude Pijp), costruita nel XIX secolo per ospitare una popolazione in rapida espansione, e quella nuova (Nieuwe Pijp), che fa parte del Piano Zuid per l'espansione urbana dell'omonimo quartiere progettato dall'architetto Hendrik Petrus Berlage nel 1917.

## Origini del nome
Incerta è l'origine del nome, che - come detto - significa letteralmente "La pipa": secondo alcuni deriverebbe dalle strette dighe costruite in zona, chiamate appunto "pipe"; secondo altri, dalle strette vie del quartiere; altri ancora mettono in relazione il nome con le ciminiere delle fabbriche di birra; altri, infine, lo collegano alla compagnia che riforniva di gas la zona, la Pipe Gas Company.

## Profilo della zona
Il quartiere si distingue per il forte carattere multietnico e popolare. Vi si trovano macellerie arabe, pasticcerie turche, bazar marocchini, cinesi, ristoranti indonesiani, gallerie d'arte, coffee-shop.
Vi si trovano inoltre molte industrie per il taglio dei diamanti (circostanza che ha dato il nome ad alcune vie come Smaragdstraat, ovvero "Via degli smeraldi", Saffierstraat, ovvero "Via dei zaffiri") ed è una delle zone residenziali predilette dalla comunità gay di Amsterdam.
Dal punto di vista architettonico, domina l'architettura prebellica della Scuola di Amsterdam.

## Storia
Il quartiere si sviluppò a partire dalla seconda metà del XIX secolo, quando la crescita demografica della capitale dei Paesi Bassi rese necessaria la creazione di nuovi spazi residenziali, portando ad un'espansione verso la zona sud della città. In particolare, il nuovo quartiere era destinato ad ospitare degli operai. Sorsero così delle umili abitazioni, che sostituirono le fattorie.
Più tardi, nel quartiere andarono a stabilirsi per lo più degli studenti, ai quali fecero seguito intellettuali, scrittori e pittori (tra cui Piet Mondrian) e contemporaneamente, furono aperti ristoranti e bar economici. Fu quindi il quartiere dove sorsero movimenti legati al socialismo radicale, movimenti che in seguito si raffreddarono.
A partire dagli anni quaranta del XX secolo iniziarono a stabilirsi nel quartiere molti immigrati, che hanno conferito a De Pijp l'aspetto multietnico attuale.
Il 18 febbraio 1941, durante l'occupazione nazista dei Paesi Bassi, nel corso della seconda guerra mondiale, si verificò nel quartiere un famoso episodio: l'irruzione della polizia tedesca in una sala da tè ebrea situata al nr. 84 della Van Woustraat conclusasi con l'arresto per resistenza del proprietario, Ernst Cahn, che poi fu fucilato.

## Monumenti e luoghi d'interesse

### Albert Cuypstraat
Una delle attrazioni di De Pijp è l'Albert Cuypstraat, la via che prende il nome dal pittore Aelbert Cuyp e nota per l'Albert Cuypmarkt, il più grande mercatino d'Europa, la cui presenza risale al 1904. L'Albert Cuypmarkt ospita oltre 300 bancarelle e attira mediamente 20.000 visitatori ogni fine settimana. Oltre che per il celebre mercato, l'Albert Cuypstraat si caratterizza per la presenza di numerosi ristoranti indonesiani.